# Elecció papal de 1264–65

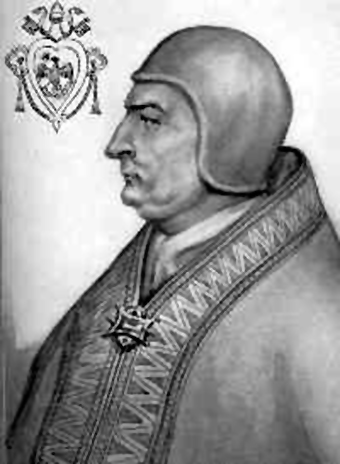
Imatge del papa Climent IV.

L'Elecció papal de 1264–65 fou convocada després de la mort del Papa Urbà IV i va acabar amb l'elecció del seu successor el Papa Climent IV. Se celebrà a Perusa, on Urbà IV s'havia refugiat després d'haver esta expulsat d'Orvieto. Ell mai havia estat a Roma com a Papa, sinó que va passar tot el seu papat en l'exili. Va ser la segona elecció papal in absentia, un fenomen que es repetiria al Conclave de 1268-1271, i novament al Conclave de 1292-1294. En els últims dos casos, la persona elegida no era un cardenal.

## Cardenals
En el moment de la mort del Papa Urbà hi havia 21 cardenals. Almenys dos no van participar en l'elecció, el cardenal Simon de Brion, Legat al rei Felip III de Franá, i el cardenal Guido Grosso Fulcodi, legat al rei Enric III. No hi ha acord entre els historiadors sobre si el cardenal Simon Paltineri, governador de Campània per Urbà IV i després per Climent IV, va assistir o no a l'elecció.
| Elector                                       | Origen          | Orde             | Títol                                   | Elevat           | Elevador          | Notes |
| --------------------------------------------- | --------------- | ---------------- | --------------------------------------- | ---------------- | ----------------- | --- |
| Odo of Chateauroux, O.Cist.                   | Castro Radulfi  | Cardenal-bisbe   | Bisbe de Tusculum (Frascati)            | 28 maig 1244     | Papa Innocenci IV | el 8 juliol 1255 es va reunir amb el comitè per jutjar aJoachim de Fiore.                                                           |
| John of Toledo (John Tolet)                   | Anglaterra      | Cardenal-Bisbe   | Bisbe de Porto                          | 28 maig 1244     | Papa Innocenci IV | Donava suport a Enric III d'Anglaterra; va servir seixanta anys a la cúria romana                                                   |
| Stephen I Báncsa                              | Hongria         | Cardenal-bisbe   | Bisbe de Palestrina                     | Desembre 1251    | Papa Innocenci IV | Arquebisbe de Strigonia (Esztergom) (1243-1254)                                                                                     |
| Raoul Grosparmi† (Rodolphe de Chevriêres)     | França          | Cardenal-bisbe   | Cardenal-bisbe d'Albano                 | 17 desembre 1261 | Papa Urbà IV      | Acompanyà el rei Lluís IX de França a les seves croades a Tunísia i va morir allà l'1 d'agost de 1270                               |
| Henry of Segusio                              | Piemont (Susa)  | Cardenal-bisbe   | Bisbe d'Ostia i Velletri                | Maig 1262        | Papa Urbà IV      | |
| Hug de Saint-Cher, OP                         | Viena           | Cardenal-prevere | Títol de Santa Sabina                   | 28 maig 1244     | Papa Innocenci IV | Legat a Alemanya el 1253 |
| Simone Paltanieri (o Paltinieri, o Paltineri) | Pàdua           | Cardenal-prevere | San Martino ai Monti                    | 17 desembre 1261 | Papa Urbà IV      | Cardenal Protoprevere, Prior |
| Simon Monpitie de Brie                        | França          | Cardenal-prevere | Basílica de Santa Cecília in Trastevere | 17 desembre 1261 | Papa Urbà IV      | Futur Papa Martí IV |
| Annibale Annibaldi, O.P.                      | Roma            | Cardenal-prevere | Basílica dels Sants XII Apòstols        | Maig 1262        | Papa Urbà IV      | Va tractar amb Felip III de França i Carles I d'Anjou                                                                               |
| Anchero Pantaleone                            | França          | Cardenal-prevere | Basílica de Santa Pràxedes              | Maig 1262        | Papa Urbà IV      | Nebot d'Urbà IV |
| Guillaume de Bray                             | França          | Cardenal-prevere | Sant Marc de Roma                       | Maig 1262        | Papa Urbà IV      | |
| Guy de Bourgogne, O.Cist.                     | Duc de Castella | Cardenal-prevere | S. Lorenzo in Lucina                    | May 1262         | Papa Urbà IV      | |
| Riccardo Annibaldi                            | Roma            | Cardinal-diaca   | Sant'Angelo in Pescheria                | 1237             | Papa Gregori IX   | Arxipreste de la Basílica Vaticana.                                                                                                 |
| Ottaviano degli Ubaldini                      | Florència       | Cardenal-diaca   | Santa Maria in Via Lata                 | 28 maig 1244     | Papa Innocenci IV | Legat apostòlic a Sicília des del gener de 1255.                                                                                    |
| Giovanni Gaetano Orsini                       | Roma            | Cardenal-diaca   | San Nicola in Carcere                   | 28 maig 1244     | Papa Innocenci IV | Alexandre li va assignar el títol de S. Crisogono i S. Maria in Trastevere el 22 de juny de 1259 futur Papa Nicolau III (1277-1280) |
| Ottobono Fieschi                              | Gènova          | Cardenal-diaca   | Sant'Adriano al Foro                    | Desembre 1251    | Papa Innocenci IV | Arxipreste de S. Maria Maggiore. Arxidiaca de Reims.                                                                                |
| Uberto Coconati                               | Piemont (Asti)  | Cardenal-Diaca   | Sant'Eustachio                          | 17 desembre 1261 | Papa Urbà IV      | |
| Giacomo Savelli                               | Roma            | Cardenal-Diaca   | Santa Maria in Cosmedin                 | 17 desembre 1261 | Papa Urbà IV      | |
| Goffredo da Alatri                            | Alatri          | Cardenal-Diaca   | S. Giorgio in Velabro                   | 17 desembre 1261 | Papa Urbà IV      | |
| Giordano Pironti†                             | Terracina       | Cardenal-Diaca   | Ss. Cosma e Damiano                     | Maig 1262        | Papa Urbà IV      | Mort l'octubre de 1269, Vice-canceller                                                                                              |
| Matteo Rosso Orsini                           | Roma            | Cardenal-Diaca   | S. Maria in Portico                     | maig 1262        | Papa Urbà IV      | Nebot del Papa Nicolau III |